# Castle Donington
Pour les articles homonymes, voir Donington.

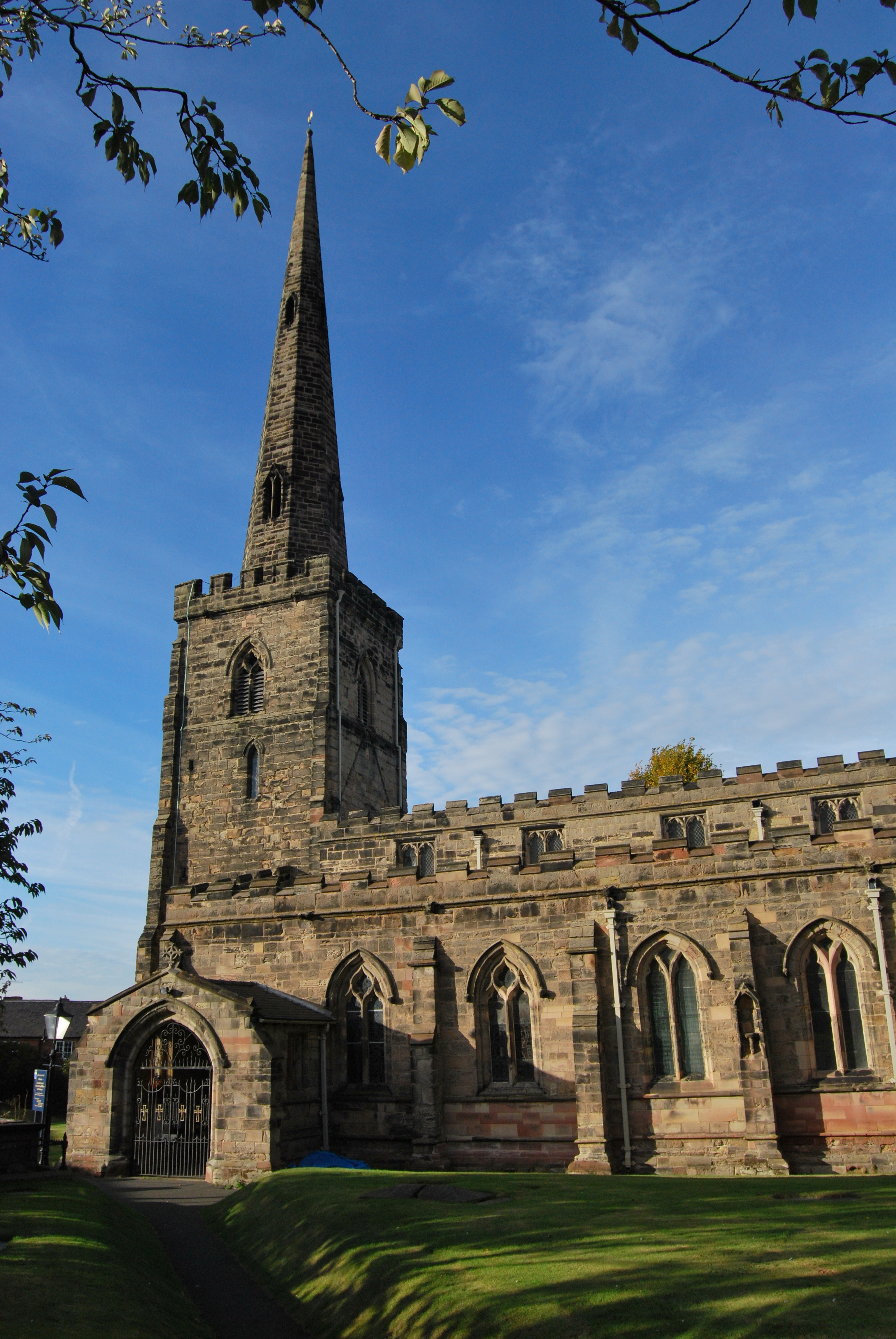
L'église de Castle Donington.

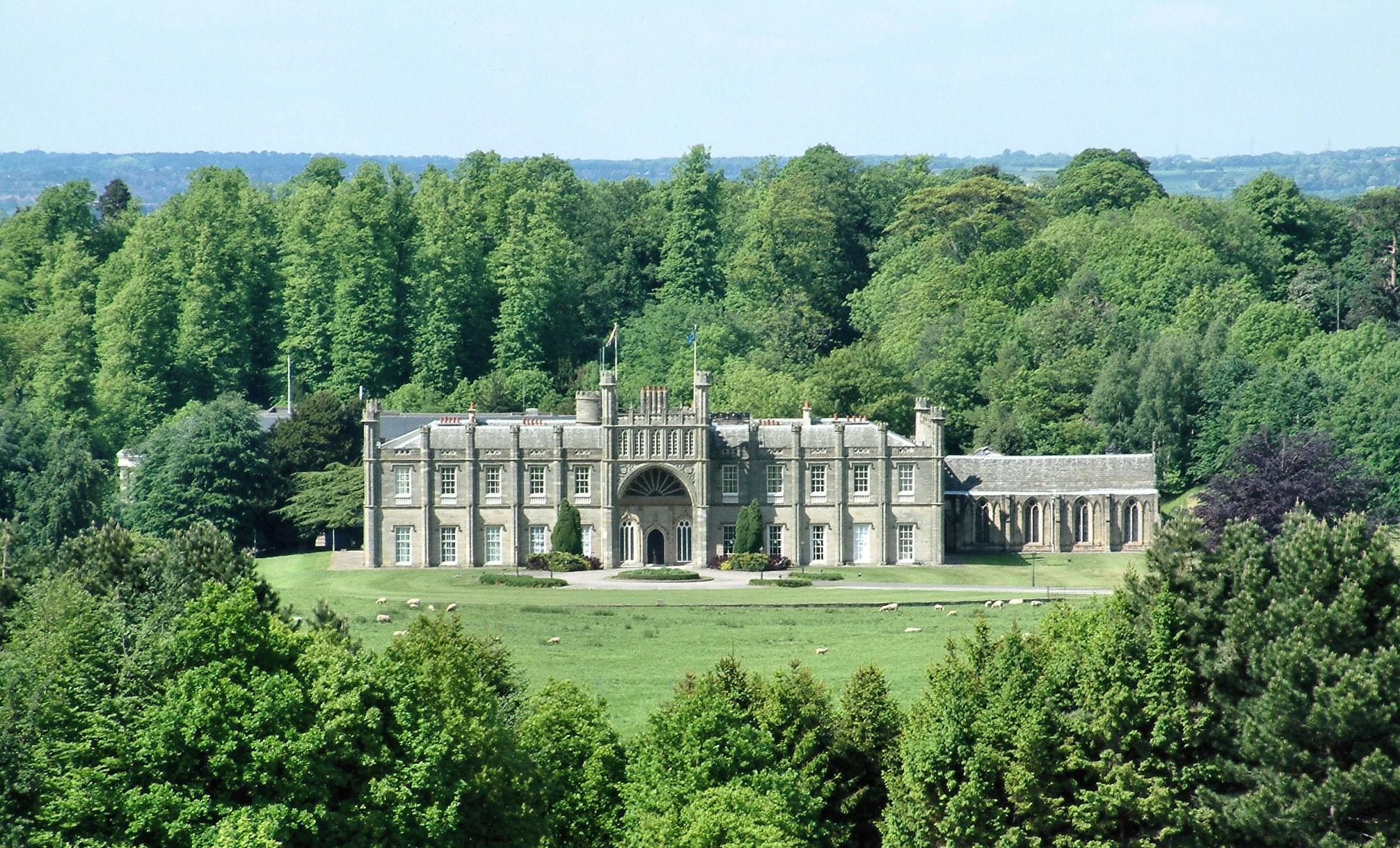
Donington Hall, premier siège de BMI.

Castle Donington est une ville d'environ 7 000 habitants située dans le nord-ouest du Leicestershire, à proximité de Derby et de Nottingham. Il s'agit de la ville la plus proche de l'aéroport d'East Midlands et de l'entreprise postale DHL qui en sont les principaux employeurs.
Le circuit de Donington Park organise de nombreux grands prix de moto et de formule 1, a accueilli le festival des Monsters of Rock et de nos jours le Download Festival. Il est situé à proximité de cette ville.

## Histoire
King's Mill, la traversée toute proche de la Trent, est mentionnée dans une charte d'Æthelred le Malavisé en 1009 concernant les limites de Weston-on-Trent.
Dunintune ou Dunitone est mentionné deux fois dans le Domesday Book de 1086 comme ayant des terres appartenant à la comtesse Ælfgifu et des terres relevant d'Hugues d'Avranches. La localité est nommée Castoldonyngtoin dans une charte du duché de Lancastre de 1484.
En 1278, Édouard Ier accorde des droits pour un marché hebdomadaire et une foire annuelle. La foire se tient encore dans Borough Street pendant trois jours en octobre.
La dentellerie est une activité importante jusqu'aux années 1850, quand la population décline fortement. La ne reconnaîtra le même niveau de population qu'en 1950 quand 3 000 habitants sont à nouveau recensés.
Bondgate, Borough Street et Clapgun Street forment le noyau du premier village, avec le château primitivement situé à l'extrême est de Borough Street en haut de Castle Hill. Le château a été abandonné et ses pierres ont servi à la construction de Donington Hall dans Donington Park.
Au début des années 1950, le conseil local de Derby, Nottingham et Leicester cherche un site pour construire un aéroport. Le premier RAF Castle Donington, au sud de la ville, est choisi et des terres sont acquises dans les paroisses de Kegworth, Hemington et Lockington pour constituer un espace clos correspondant maintenant à l'aéroport d'East Midlands. L'aéroport ouvre en 1955. Il est aujourd'hui le dixième aéroport en superficie de Grande-Bretagne, le second en termes de fret et cargaisons. C'est un employeur de première importance pour le secteur.

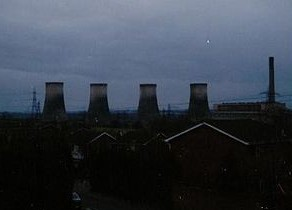
Centrale énergétique démolie en 1996.

La Castle Donington Power Station a été construite en 1958 comme une des plus grandes centrales à charbon d'Europe. Elle est inaugurée par Nikita Khrouchtchev, alors président de l'Union soviétique. Elle ferme en septembre 1994. Sa démolition intervient en 1996.

## Enseignement
Castle Donington possède deux écoles primaires, St Edwards et l'Orchard Primary School, chacune couvrant à peu près la moitié des besoins de la ville. Castle Donington College, qui a célébré son 50e anniversaire le 10 septembre 2007, accueille des élèves de 10-14 ans qui sont ensuite scolarisés soit au Hind Leys Community College à Shepshed soit à l'Ashby Grammar School d'Ashby-de-la-Zouch parce qu'il n'y a pas d'établissement pour les accueillir à Castle Donington.

## Jumelages
- Gasny (France)

## Personnalités
- Brian Henton (Castle Donington, 19 septembre 1946- ), pilote de Formule 1.